# Senza pensare all'estate
Senza pensare all'estate è il sesto album di Zibba e Almalibre, uscito il 19 febbraio 2014.
L'album contiene tre inediti, tra cui  Senza di te, brano suonato al Festival di Sanremo 2014 con cui vincono il Premio Sala Stampa "Lucio Dalla" (Sala Stampa Radio-TV-Web) relativi alla sezione Nuove Proposte e il Premio della Critica Mia Martini. Le tracce rimanenti sono nuove versioni di brani già pubblicati.

## Tracce
1. Senza di te - 3:45 (Sergio Vallarino/Andrea Balestrieri, Sergio Vallarino)
2. Senza pensare all'estate - 3:04
3. Prima di partire - 4:36 (Sergio Vallarino, Carlotta Sillano/Sergio Vallarino, Andrea Balestrieri)
4. La saga di Antonio - 3:15 (Sergio Vallarino/Andrea Balestrieri, Sergio Vallarino, Fabio Biale)
5. Anche se oggi piove - 5:27 (Sergio Vallarino)
6. Dove i sognatori son librai - 3:42 (Sergio Vallarino/Andrea Balestrieri, Sergio Vallarino)
7. Nancy - 3:46 (Sergio Vallarino/Andrea Balestrieri, Sergio Vallarino, Rosario Paci)
8. Il mio esser buono - 3:09 (Sergio Vallarino, Cristiano De André/Andrea Balestrieri, Sergio Vallarino, Cristiano De André)
9. Bon voyage - 2:29 (Sergio Vallarino/Daniele Franchi, Lucas Bertolotti, Sergio Vallarino)
10. Come il suono dei passi sulla neve - 4:18 (Sergio Vallarino/Andrea Balestrieri, Sergio Vallarino)
11. Tutta l'aria che vuoi - 3:31

## Formazione
- Zibba - voce, chitarra
- Andrea Balestrieri - batteria
- Stefano Ronchi - chitarre
- Stefano Cecchi - basso
- Stefano Riggi - sassofono, tastiere
- Caldero (Juan Carlos Calderin) - percussioni

Collaboratori
- Marco Ferrando - Hammond e pianoforte
- Gnu Quartet - archi in "Senza di te"
- Andrea Pesce - synth
- Alberto Onofrietti - voce in "Prima di partire"

## Classifiche
| Classifica (2014) | Posizione massima |
| ----------------- | ----------------- |
| Italia            | 24                |